# Fuentepinilla
Fuentepinilla és un municipi de la província de Sòria, a la comunitat autònoma de Castella i Lleó. Comprèn els llogarets de Centenera, Fuentelárbol, Osona, La Seca, Tajueco, Torreandaluz, Valderrodilla, Valderrueda i La Ventosa, i els despoblats de Fuentelfresno i Quintanar.